# 佐々木哲造
佐々木 哲造（ささき てつぞう、1886年〈明治19年〉1月24日 - 1948年〈昭和23年〉）は、日本の政治家（青森県会議員、青森県北津軽郡五所川原町長）、会社重役。津軽商事常務。津軽商事、五榮各取締役。

## 人物
青森県人・佐々木眞平の三男。五所川原の呉服商で、大地主・初代佐々木嘉太郎の孫。1920年、兄・嘉太郎方より分かれて一家を創立した。五所川原町長を務めた。宗教は曹洞宗。青森県在籍で、住所は北津軽郡五所川原町（現五所川原市）。

## 家族・親族
佐々木家
- 妻・キヨ（1890年 - ?、青森、加島長兵衛の二女）[3][4]
- 養子・茂弌（1912年 - ?）[1]